# You Shook Me All Night Long
You Shook Me All Night Long è una canzone degli AC/DC contenuta nel loro album di maggior successo, Back in Black. La canzone è anche proposta in un album successivo Who Made Who. È uno dei migliori 40 singoli della band, raggiungendo il numero 35 nella classifica Billboard Hot 100 nel 1980. Il singolo è stato pubblicato di nuovo in tutto il mondo nel 1986 seguendo la pubblicazione del nuovo album Who Made Who.
Il titolo della canzone è possibile che provenga da You Shook Me, una canzone blues di Willie Dixon e J. B. Lenoir in cui Muddy Waters canta proprio il verso "you shook me all night long".
You Shook Me All Night Long ha raggiunto la posizione n°10 nella classifica VH1 di "Le 100 canzoni più belle degli anni 80", ma anche il primo posto nella classifica stilata da VH1 "Le 10 Migliori canzoni degli AC/DC". Nella canzone, Brian Johnson racconta della storia con una bellissima donna durante una notte. Guitar World ha classificato "You Shook Me All Night Long" al numero 80 della classifica "I 100 migliori assoli di chitarra".
La versione singolo del 1986 contiene i seguenti B-side: She's Got Balls (Live, Bondi Lifesaver '77); B2. You Shook Me All Night Long (Live '83 – solo nella versione da 12 pollici).
La canzone è inoltre diventata una base dei concerti degli AC/DC, non venendo mai esclusa, ed è anche considerata la loro canzone di “marchio” del gruppo, ai livelli di Back in Black e Highway to Hell per il titolo.
Per quanto riguarda le versioni dal vivo, di questa canzone ce ne sono tre. La prima è nella release del 1986, la seconda nell'album Live e la terza è colonna sonora nel film Private Parts di Howard Stern e nel cofanetto AC/DC “Backtracks.

## La fase compositiva
Come Brian Johnson ha dichiarato in una recente intervista a Virgin Radio Italia un giorno i fratelli Young si presentarono da lui dicendo di aver provato un pezzo insieme e volevano che Brian componesse il testo.
Il neocantante della band, che era al suo primo anno con il gruppo, non sapeva proprio da dove cominciare: non si sentiva all'altezza di quel ruolo e stette un'ora a fissare il foglio bianco senza trovare l'ispirazione.
Poi, stando a quanto dice Brian Johnson, scrisse il titolo You Shook Me All Night Long e la sua mano cominciò a scorrere senza che se ne rendesse neanche conto. Nel giro di mezz'ora il foglio era completamente scritto e quella canzone avrebbe fatto la storia. Anche se non crede nell'aldilà, gli piace pensare che sia stato Bon Scott a guidare la sua mano.

## Descrizione
Scritta dal terzetto Malcolm Young/Brian Johnson/Angus Young, You Shook Me All Night Long presenta riferimenti sessuali molto espliciti; questi sono ben evidenti anche in una delle due versioni del video musicale, che fu molto criticato e parzialmente censurato per la presenza di diverse donne vestite di cuoio, con cerniere lampo all'altezza dell'inguine.
La canzone è fra quelle di maggior successo pubblicate dal gruppo, e contribuì fortemente all'avvicinamento della musica degli AC/DC, e dell'hard rock in generale, al mondo della radio.

## Il singolo
Il singolo di You Shook Me All Night Long, avente per lato B Have a Drink on Me, raggiunse la posizione n. 35 nella classifica top 100 americana, ed il n. 38 in quella britannica.

## Classifiche

### Classifiche settimanali
| Paese       | Posizione massima |
| ----------- | ----------------- |
| Australia   | 8                 |
| Francia     | 5                 |
| Germania    | 29                |
| Irlanda     | 19                |
| Regno Unito | 38                |
| Stati Uniti | 35                |

### Classifiche di fine anno
| Classifica (1980) | Posizione |
| ----------------- | --------- |
| Australia         | 42        |

## Cover
Nel 2002 durante il concerto Divas Las Vegas le cantanti Anastacia e Céline Dion hanno reinterpretato in duetto You Shook Me All Night Long dal vivo, senza tuttavia ottenere un grande successo. La rivista Total Guitar ha infatti classificato questa cover come la peggiore della storia della musica.